# كنيسة القديسة ماريا دي فيكتوريا
كنيسة القديسة ماريا دي فيكتوريا (بالإيطالية: Santa María della Vittoria)‏ هي بازيليكا صغيرة في روما بإيطاليا. حصلت الأبرشية الكرملية على إجازة بابوية من بولس الخامس لتشييد الأديرة في العالم المسيحي؛ وكانت هذه هي الأولى التي تم بناءها في الجزء الأخير من هضبة كويرينال عام 1606.

## معرض صور

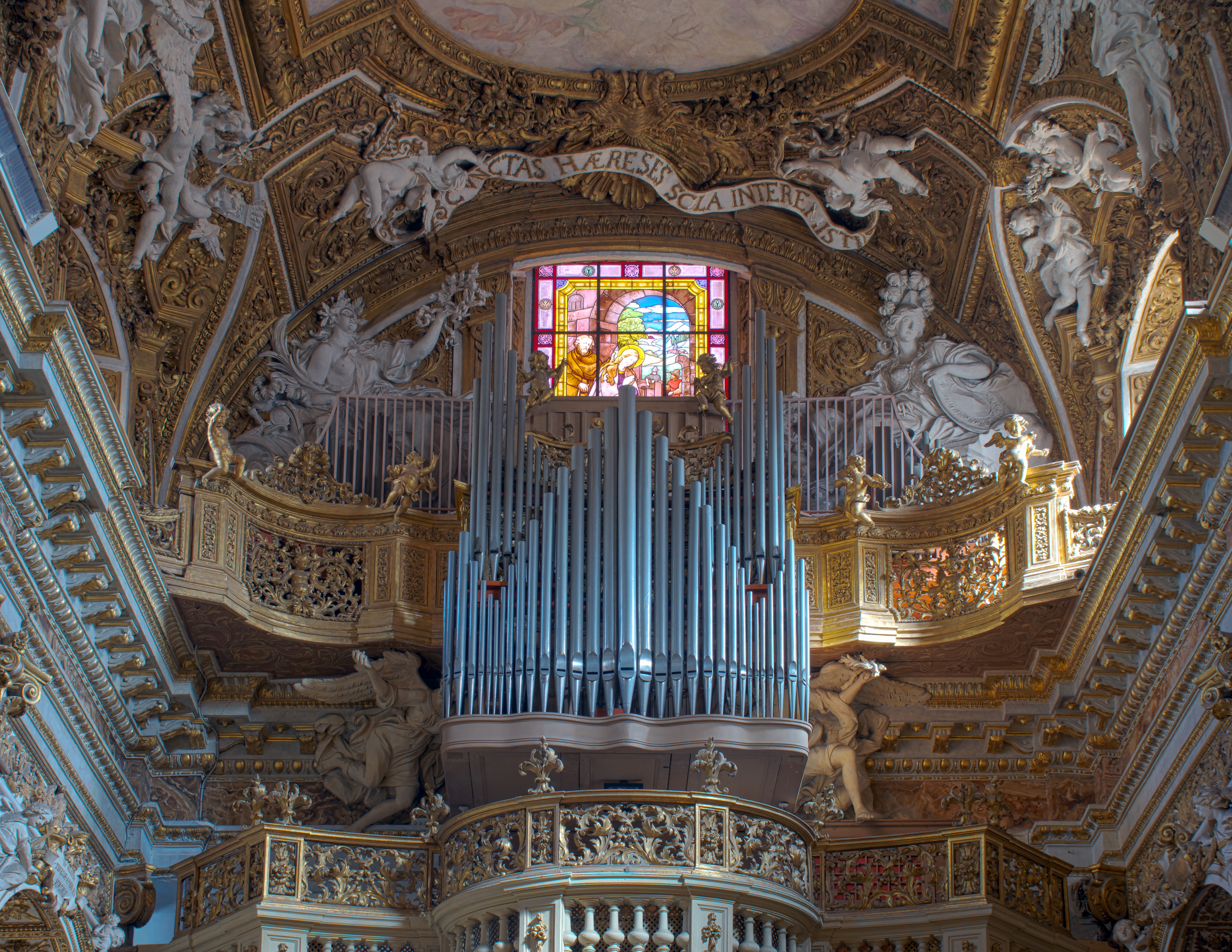
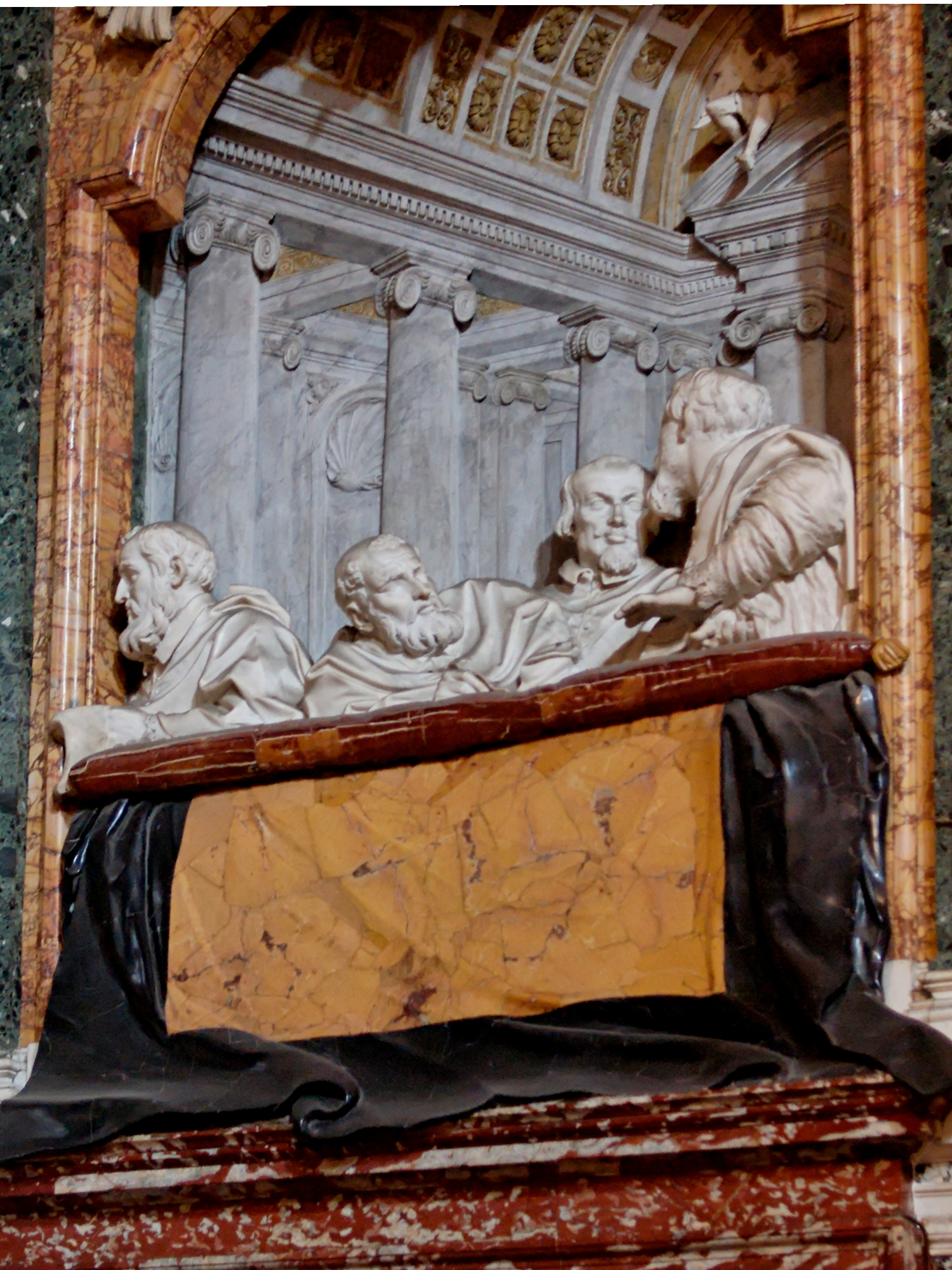
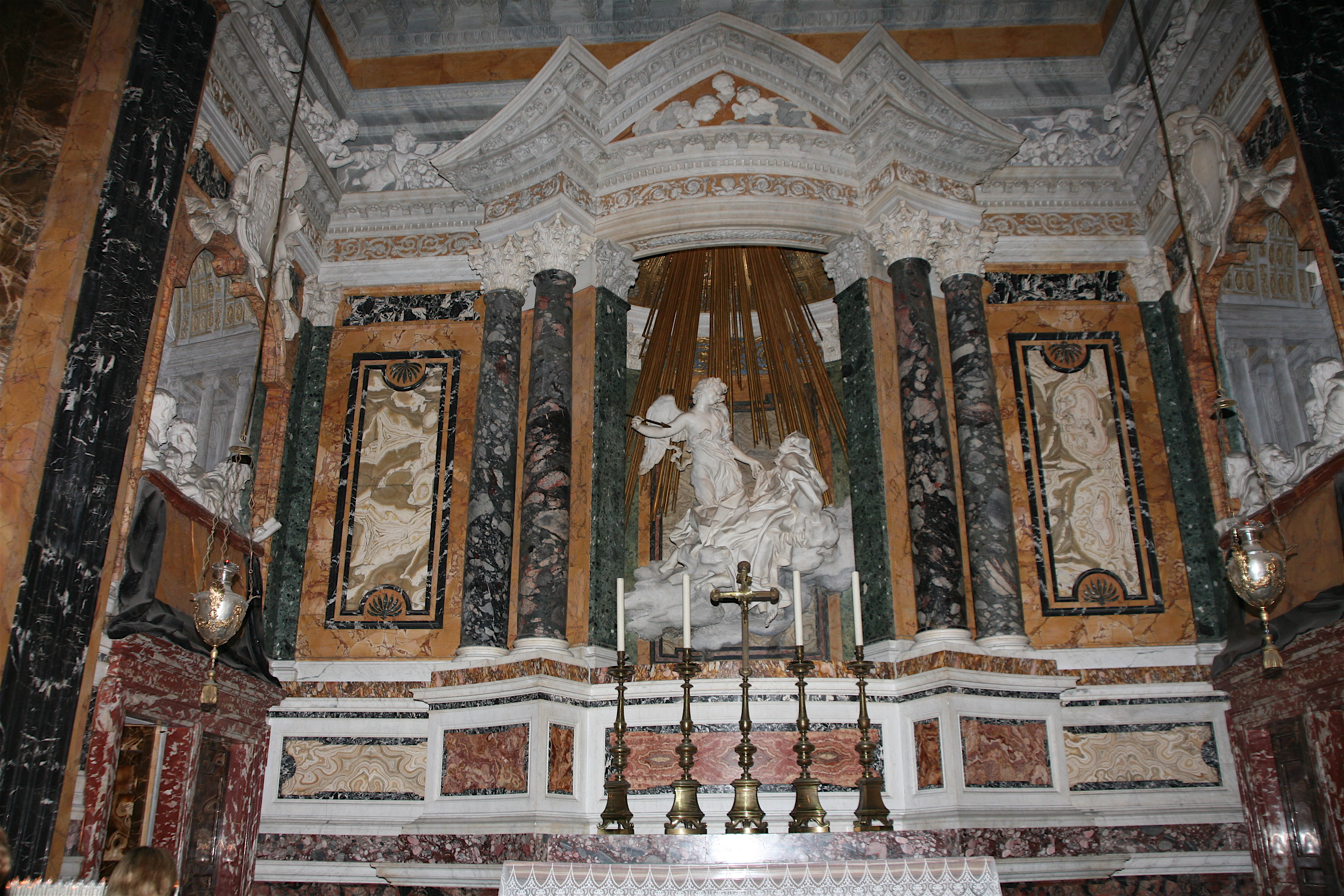
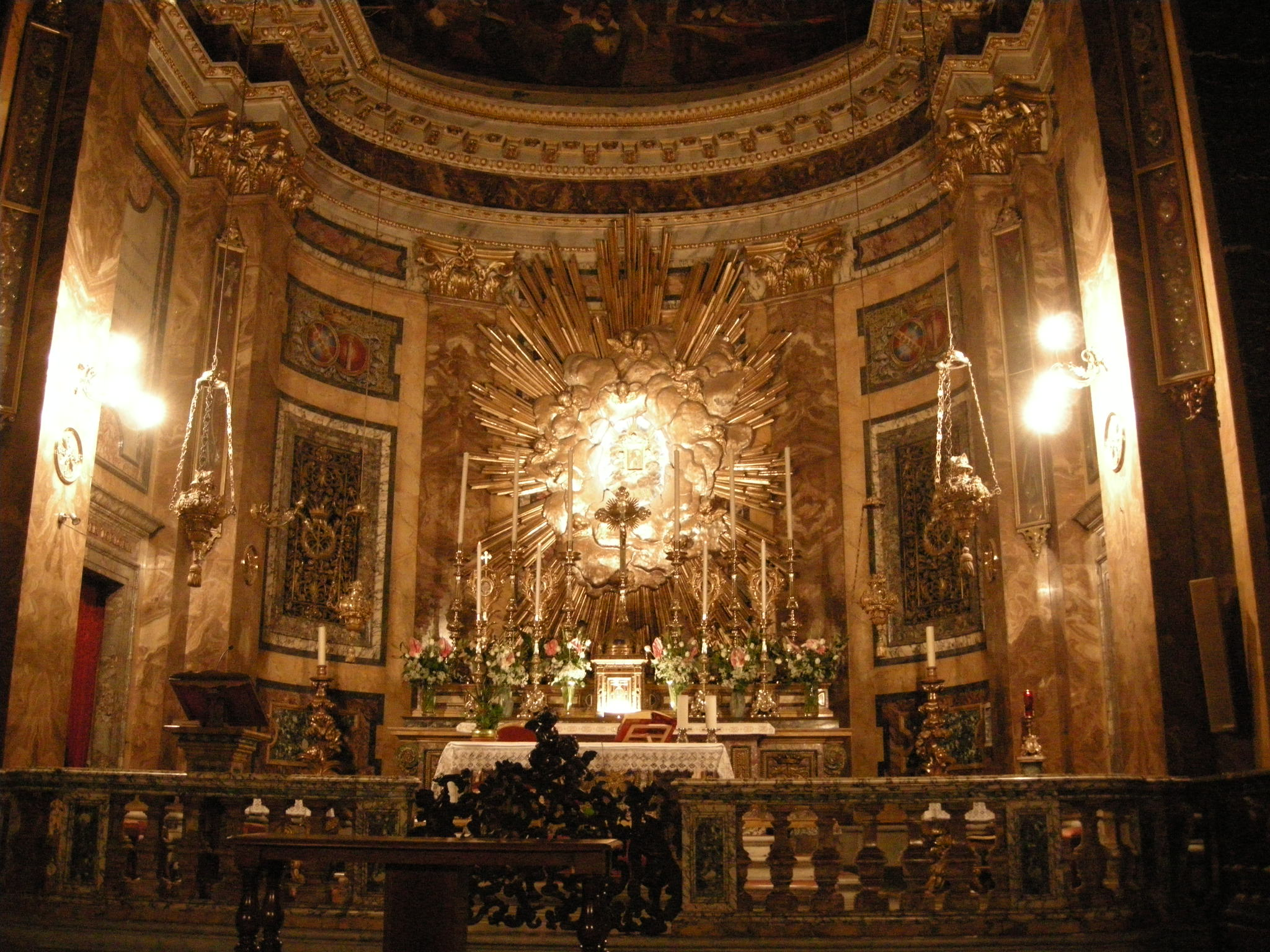
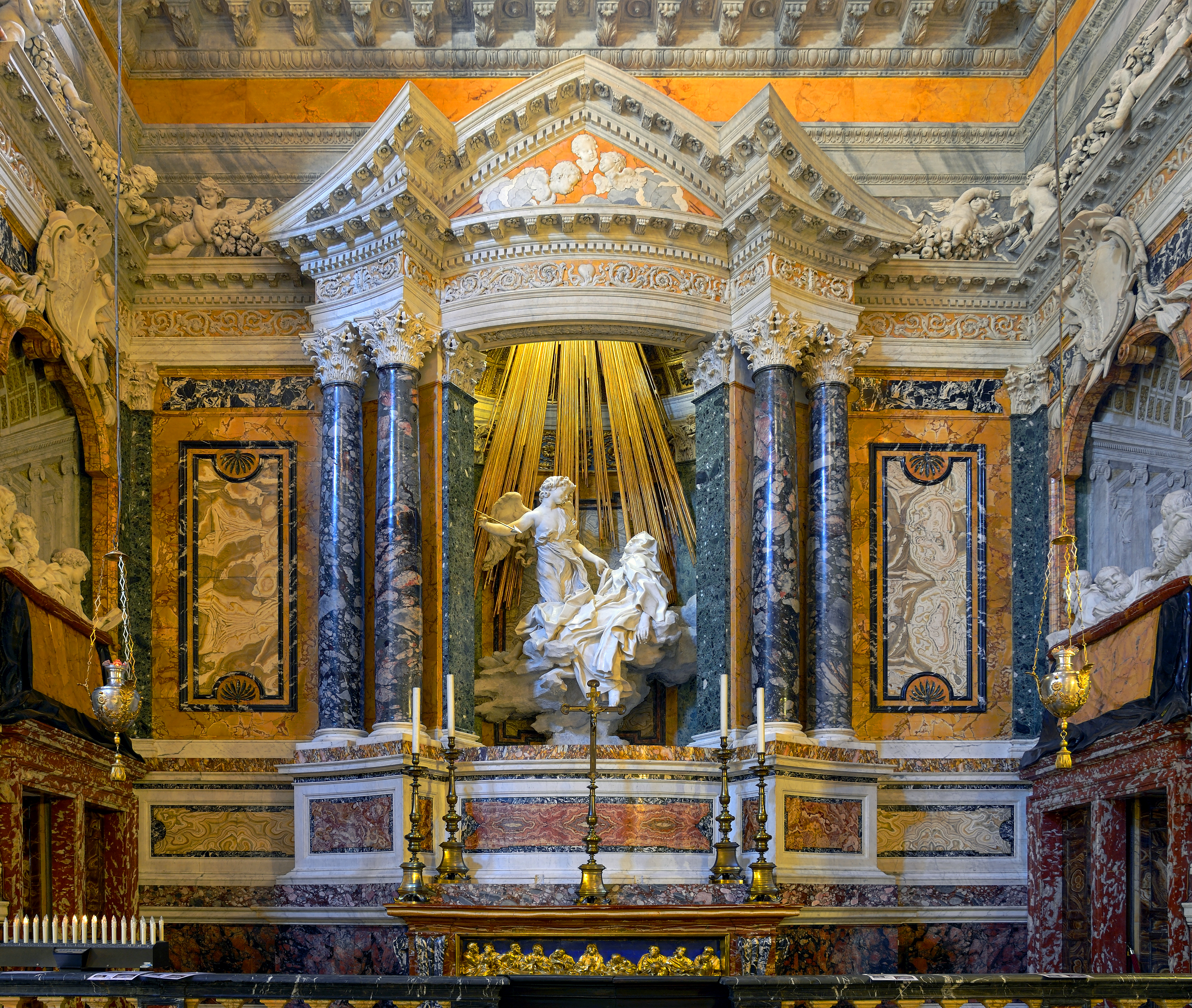